# تاتيانا كوتشاروفا
تاتيانا كوتشاروفا (بالتشيكية: Taťána Kuchařová)‏ ملكة جمال تشيكيا وملكة جمال العالم لسنة 2006.
ولدت في 23 ديسمبر 1987 في مدينة ترنافا في تشيكيا وفازت بمسابقة ملكة جمال العالم في سنة 2006 التي أقيمت في وارسو في بولندا، ويبلغ طولها 177 سم.

## روابط خارجية
- تاتيانا كوتشاروفا على موقع IMDb (الإنجليزية)
- تاتيانا كوتشاروفا على موقع قاعدة بيانات الفيلم (الإنجليزية)
- تاتيانا كوتشاروفا على موقع دليل عارضات الأزياء (الإنجليزية)